# HC Innsbruck
HC Tiroler Wasserkraft (TWK) Innsbruck – austriacki klub hokejowy mający siedzibę w Innsbrucku (land Tyrol), występujący w rozgrywkach Erste Bank Eishockey Liga. Swoje mecze rozgrywa w hali TWK Arena, zaś najważniejsze mecze w Olympiahalle.

## Historia
Klub powstał w 1994 roku jako HC Innsbruck. W austriackich rozgrywkach ligowych uczestniczy od sezonu 1995/1996 – wówczas w fazie zasadniczej Oberligi drużyna zajęła czwarte miejsce (na pięć drużyn) dające awans do play-off. W rozgrywkach posezonowych odpadła w pierwszej rundzie ulegając w serii 1:2 drużynie EHC Fischerbräu. W następnym sezonie zespół nie zakwalifikował się do play-off kończąc sezon na piątym miejscu w zachodniej grupie Obeligi. Przez kolejne dwa lata drużyna nie uczestniczyła w rozgrywkach ligowych. Dopiero w sezonie 1999/2000 HC Innsbruck ponownie zagrał w Oberlidze i został zwycięzcą sezonu zasadniczego, a w rozgrywkach play-off dotarł do finału przegrywając w nim z EHC Fischerbräu. Zajęcie drugiego miejsca w lidze spowodowało awans drużyny do Österreichische Eishockey-Liga, w której klub utrzymał do sezonu 2008/2009. Z powodu wysokich kosztów uczestnictwa drużyny w rozgrywkach postanowiono w sezonie 2009/2010 uczestniczyć w rozrywkach niższych – Nationalligi. Jednocześnie postanowiono, że szkielet drużyny będzie opierać się na zawodnikach pochodzących z regionu tyrolskiego. Decyzja pozytywnie wpłynęła na wyniki zespołu – już w pierwszym sezonie drużyna zwyciężył w sezonie zasadniczych tych rozgrywek, by w fazie play-off ulec jedynie Dornbirner EC. Rok później postanowiono zmienić system rozgrywek Nationalligi. Sezon zasadniczy składał się z dwóch rund. W pierwszej Rekiny zwyciężyły i na początku drugiej rundy otrzymali cztery punkty do tabeli rozgrywek (drugi zespół dostał trzy punkty, trzeci dwa, czwarty jeden). W tej fazie rozgrywek zespół zwyciężył jedynie w trzech spotkaniach (dwa w regulaminowym czasie gry) i zajął trzecie miejsce, które dało awans do play-off. W ćwierćfinale EHC Lustenau, jednak w półfinale w serii do trzech zwycięstw w decydującym spotkaniu ulegli VEU Feldkirch. W następnym sezonie drużyna po raz pierwszy w historii zdobyła mistrzowski tytuł Nationalligi. W fazie play-off  Innsbruck przegrał jedynie jedno spotkanie (na 10 rozegranych), pokonując bez porażki w finale Dornbirner EC. Po sezonie zdecydowano o przystąpieniu do rozgrywek Erste Bank Eishockey Liga.

## Sukcesy
- Mistrzostwo Nationalligi (1 raz): 2012

## Najskuteczniejsi zawodnicy sezonu zasadniczego
Na podstawie eliteprospects.com
M = Mecze; G = Gole; A = Asysty; PKT = Punkty; P/M = średnia punktów na mecz
| Zawodnik              | M   | G   | A   | PKT | P/M  |
| Patrick Mössmer       | 475 | 113 | 140 | 253 | 0.53 |
| Alexander Höller      | 313 | 100 | 140 | 240 | 0.77 |
| Heimo Lindner         | 244 | 118 | 114 | 232 | 0.95 |
| Gerhard Unterluggauer | 241 | 55  | 140 | 195 | 0.81 |
| Andreas Pusnik        | 168 | 52  | 132 | 184 | 1.10 |
| Rem Murray            | 111 | 67  | 110 | 177 | 1.60 |
| Martin Hohenberger    | 177 | 55  | 119 | 174 | 0.98 |
| Todd Elik             | 101 | 42  | 130 | 172 | 1.70 |